# 沼津市明治史料館
沼津市明治史料館（ぬまづしめいじしりょうかん）は、静岡県沼津市西熊堂372-1にある博物館。江原素六記念館という別名がある。沼津の政治・経済・教育などに大きな貢献を行った江原素六や、沼津兵学校など沼津の近代以降の歴史について紹介している。

## 沿革
現在の沼津市明治史料館の所在地には、明治初めから江原素六一家が居住していた邸宅があった。江原邸は大正期の改築を経て、1959年（昭和34年）6月24日付で江原家から沼津市に土地・建物がともに寄付されている。
同邸にあった江原家伝来の史料については、寄付後は江原素六先生顕彰会（1968年（昭和43年）発足）が管理をしていたが、1973年（昭和48年）に建設された沼津市立少年自然の家に江原素六の記念室が設けられたことに伴い、一部を移管し展示していた。
1983年（昭和58年）邸の解体の際、江原邸に残されていた史料は、一部を顕彰会事務局があった沼津農業協同組合金岡支所に移された。それらの史料はその後少年自然の家に移され、以前からの展示物とともに顕彰会役員の手で整理と目録の作成が行われた。
1984年（昭和59年）3月17日に沼津市明治史料館が竣工し、少年自然の家で整理保管されていた江原家伝来史料も移管される。
同年10月1日、江原素六や沼津兵学校の関係者等の郷土の人物を中心とした明治の歴史に関する博物館として、沼津市明治史料館が開館した。

## 所蔵品
3階には沼津の戦国期から近現代に至る通史を所蔵している。
江原素六の肖像画・写真・日記・辞令・遺品・デスマスク・墨蹟を所蔵し、解体された江原邸の一部も復元・移築されている。4階には、1868年（明治元年）に静岡藩の陸軍士官学校として設立された沼津兵学校と、その教授の生徒についての兵学校の規則書・教科書、西周・赤松則良・杉亨二・田口卯吉・島田三郎らの関係者の写真・著作がある。

## 展示
- 1階[5]
  - 図書室（開架式、87m2）、収蔵庫（61m2）、燻蒸室（136m2）、事務室、館長室、作業室、ロビー
- 2階[5]
  - 第2収蔵庫、講座室（108人収容、170m2）、会議室（24m2）
- 3階[5][6]
  - 展示室（戦国時代の沼津、近世の沼津、近現代の沼津、江原素六コーナー、復元移築した江原邸）
- 4階[5][6]
  - 展示室（沼津兵学校のコーナー）

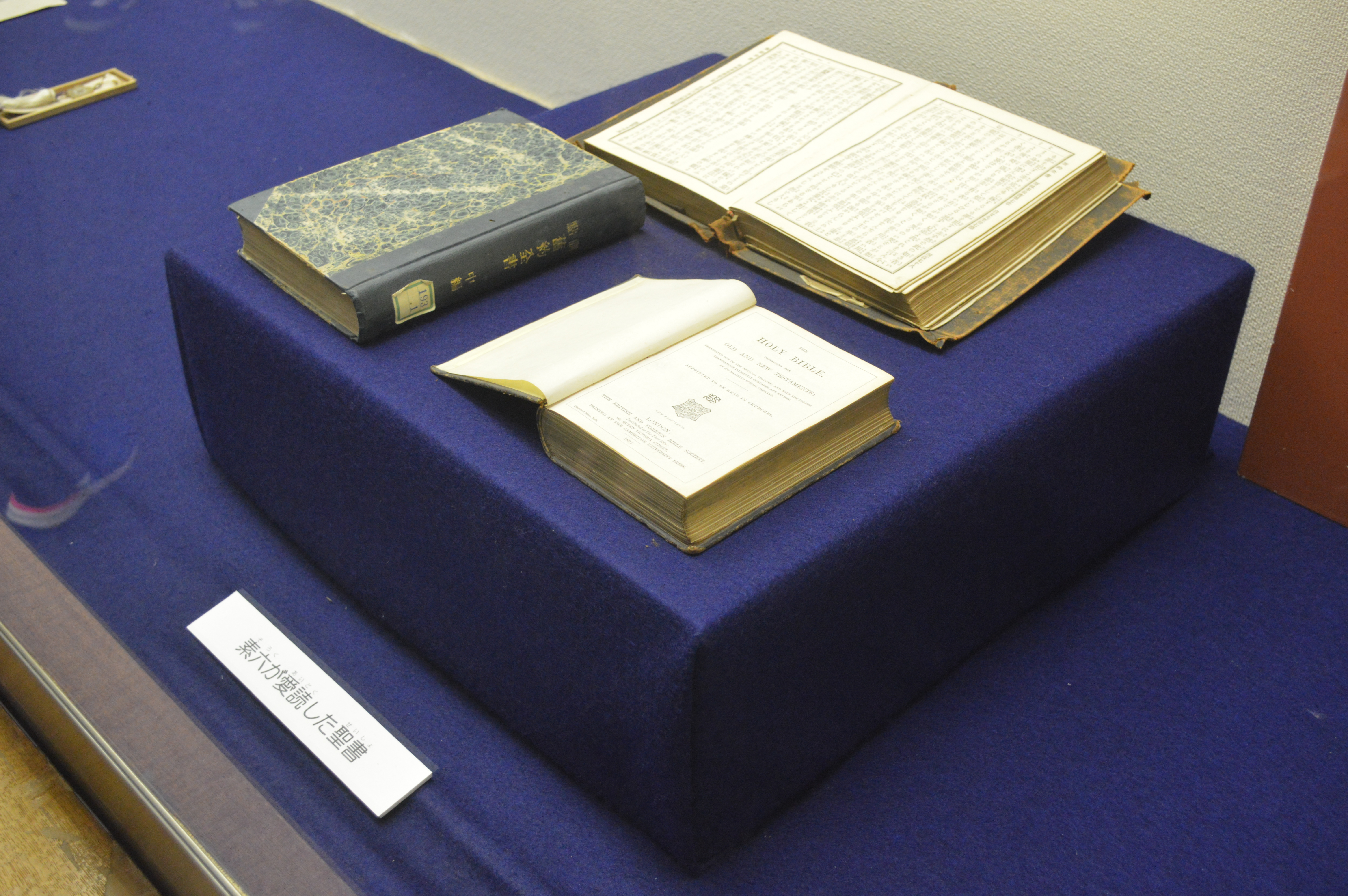
江原素六が使用していた聖書
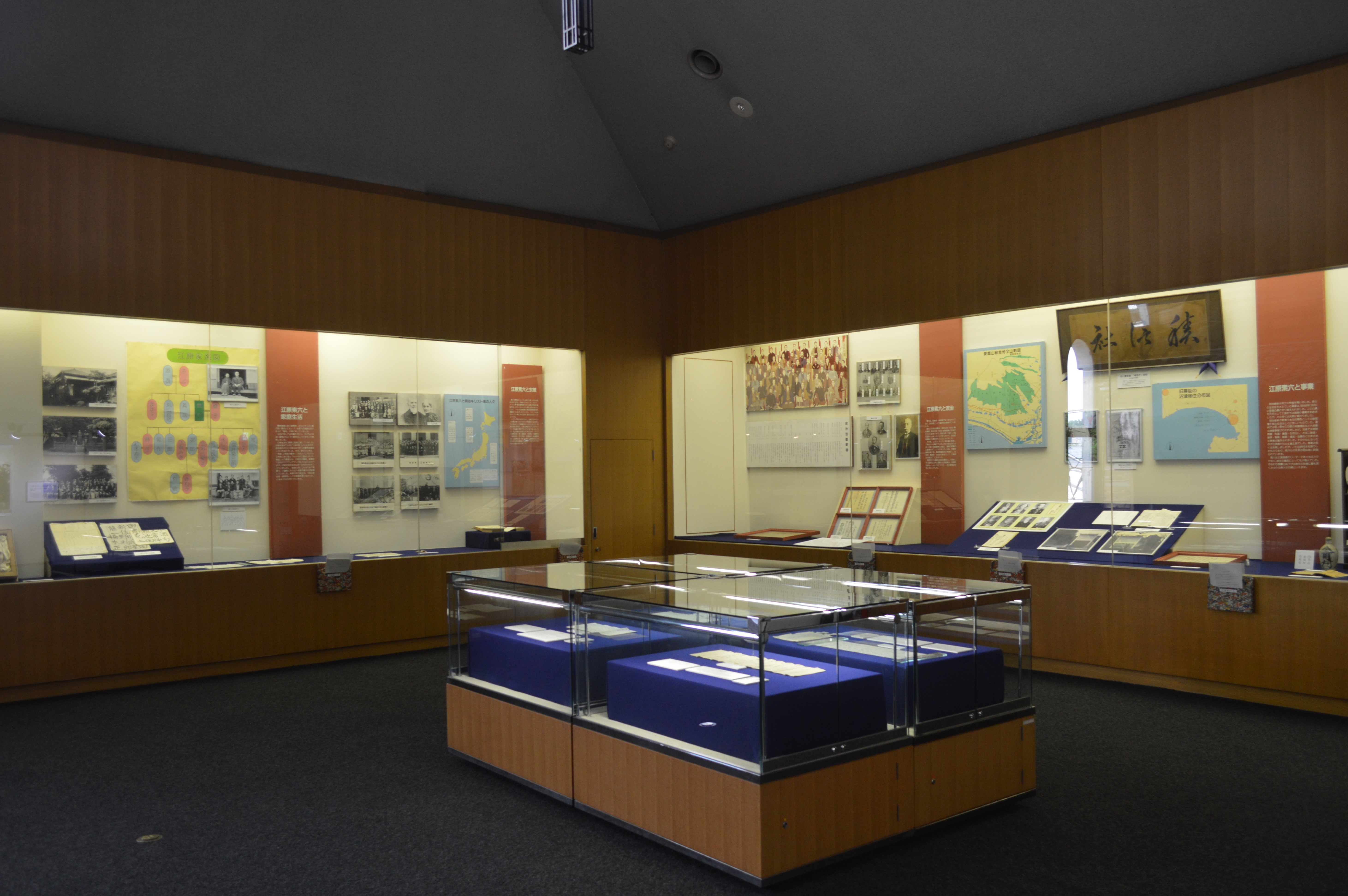
3階の「江原素六コーナー」
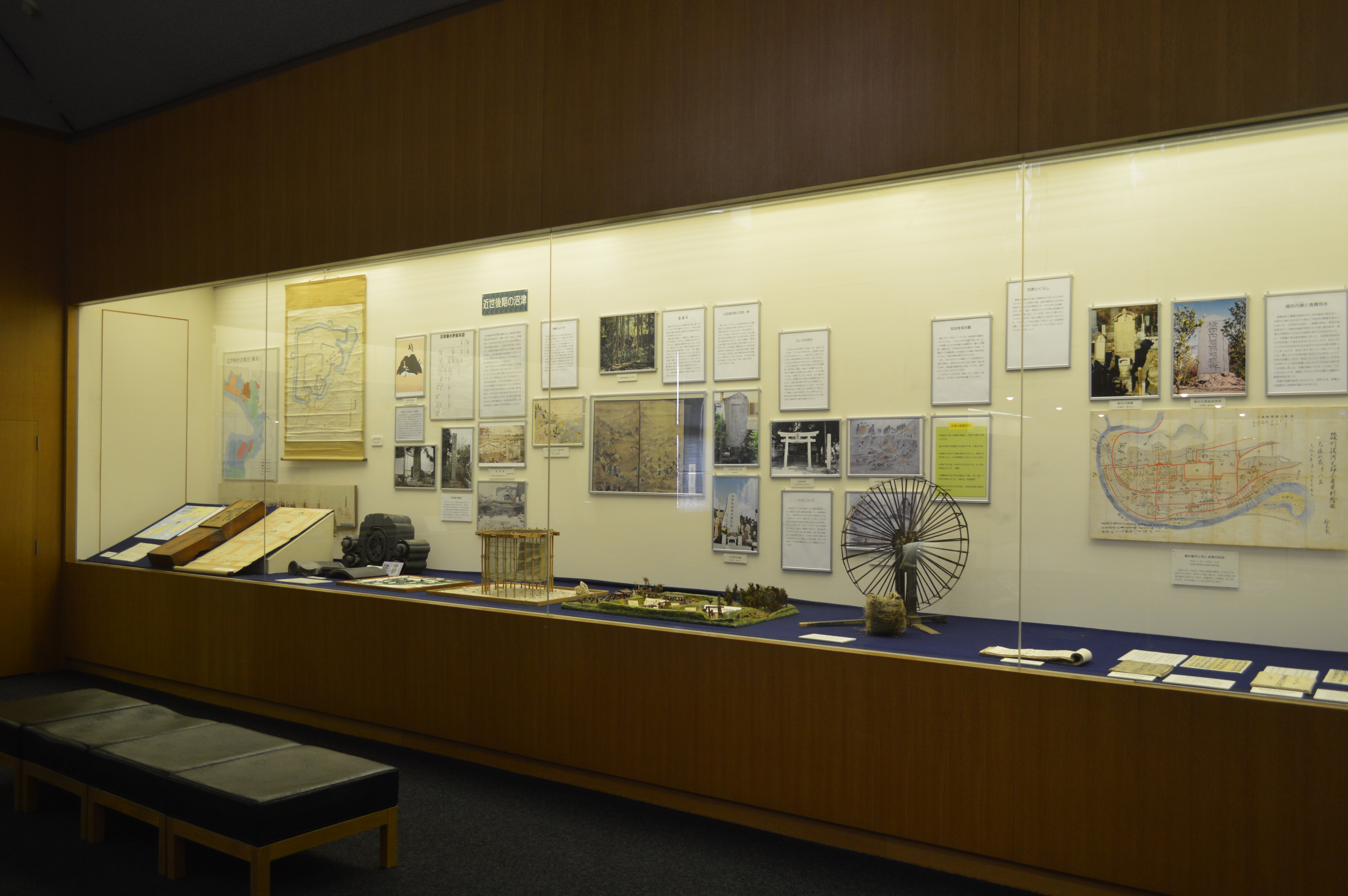
3階の「目で見る沼津の歴史」
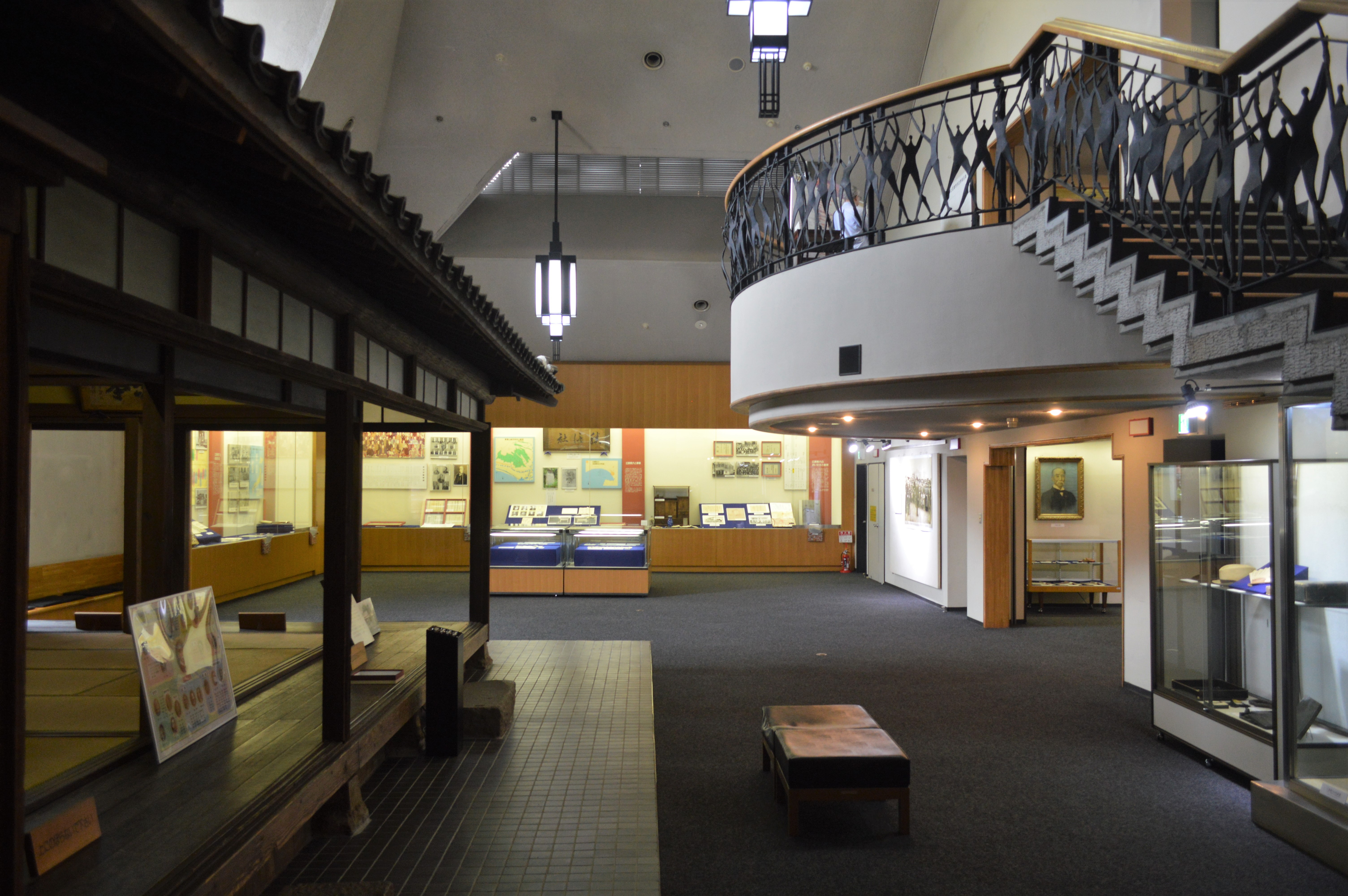
3階の「江原素六コーナー」
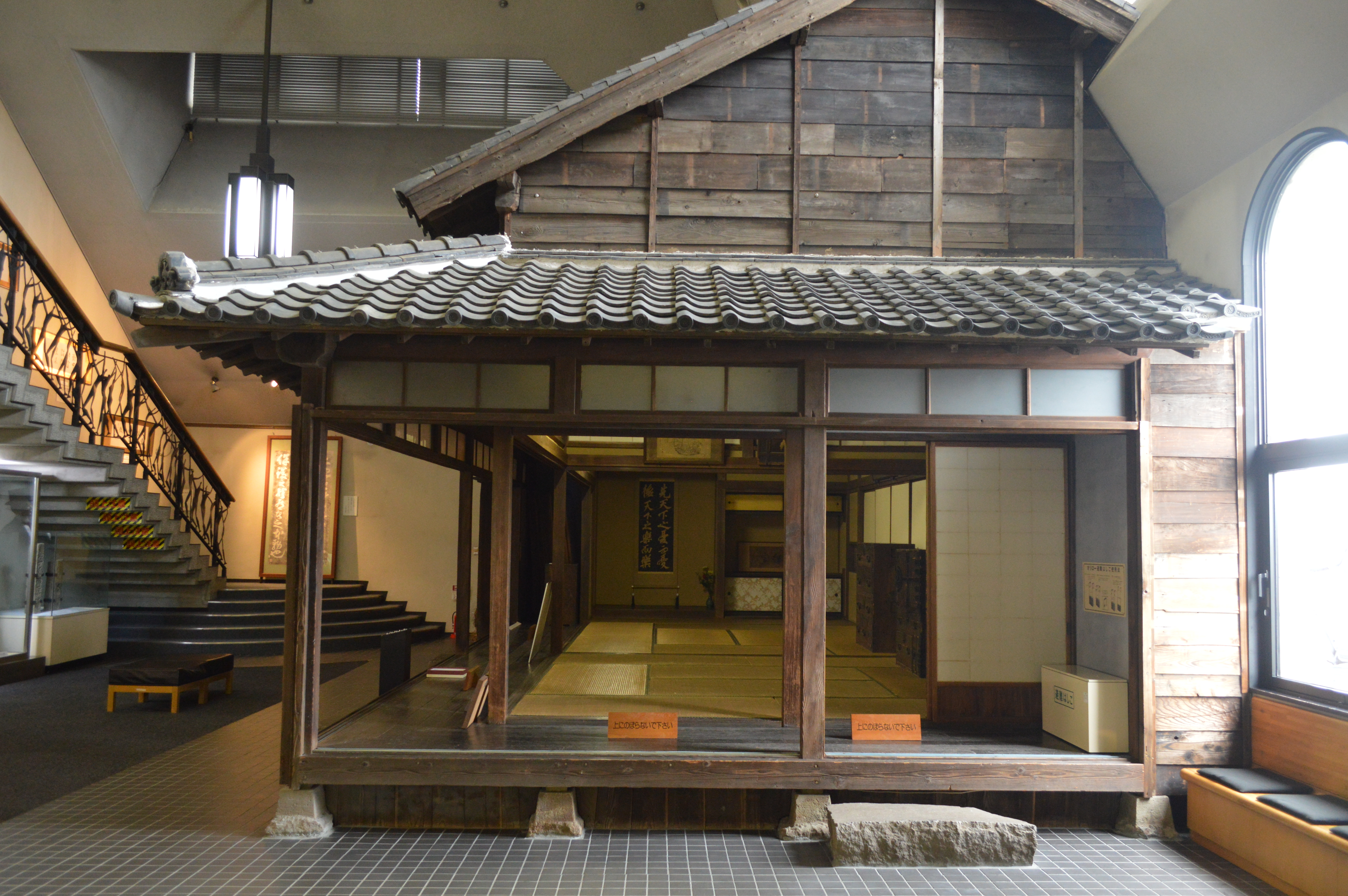
復元移築された江原邸
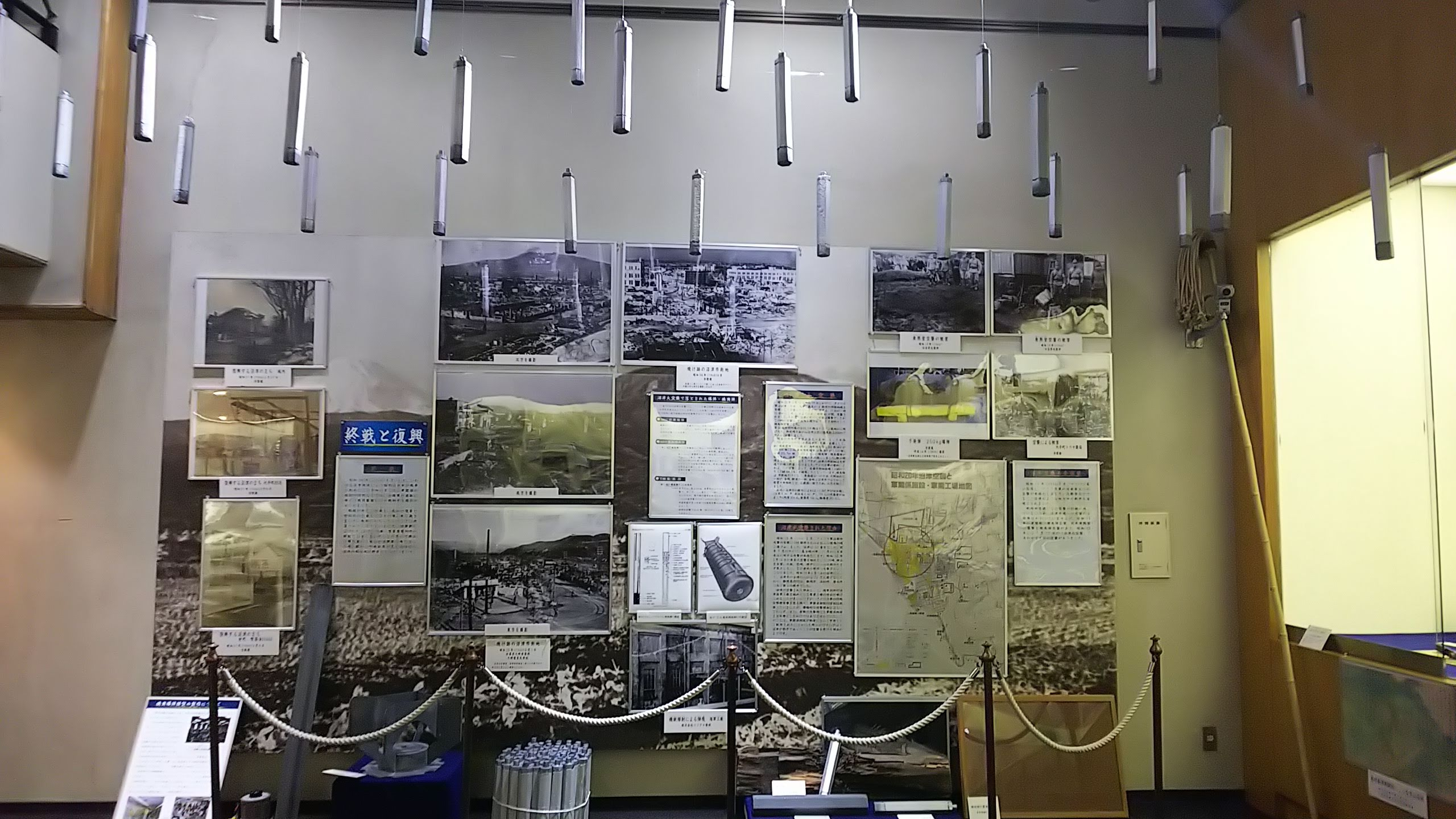
沼津空襲の空から焼夷弾が降ってきた様子の再現
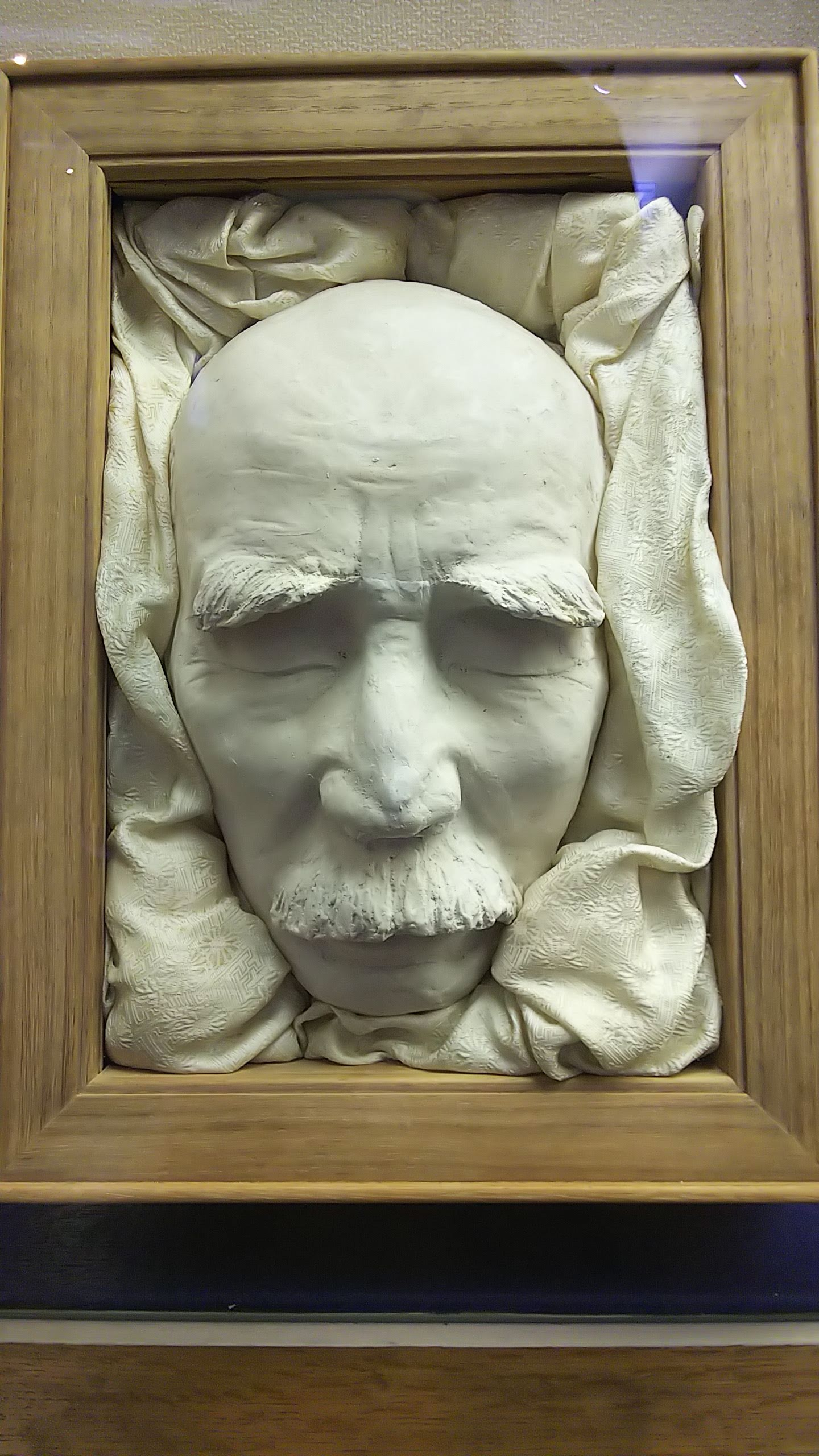
江原素六のデスマスク

## 施設
- 外観は欧風意匠を基調とし、外壁には陶磁器のタイルが使われ、コンクリート打ちっ放しの円柱が鹿鳴館を意図したデザインとされている[7]。
- 敷地内にある胸像は1993年（平成5年）に江原素六の生誕150年を記念して建立された[8]。建立は江原素六先生顕彰会によって進められ、麻布学園の卒業生で多摩美術大学客員教授（当時）の西常雄が制作した[8]。除幕式が行われた3月15日は、江原が尽力したといわれる愛鷹山の払下げが決まった日と同日だったという[8]。
- 開館まもないころから壁のひび割れ、雨漏り、外壁タイル剥離などが見つかり問題となっていた[9]。

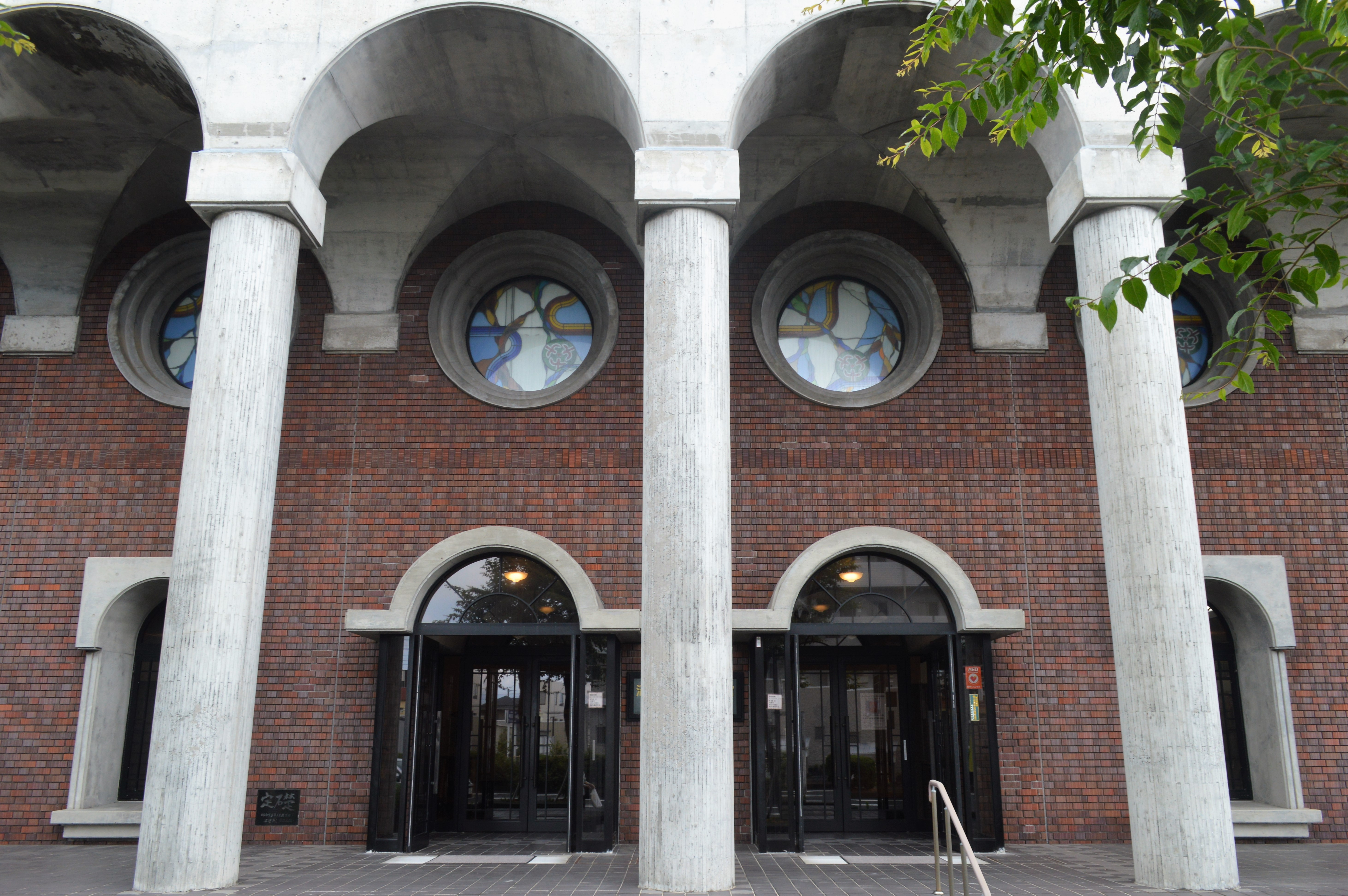
鹿鳴館を意図した外観
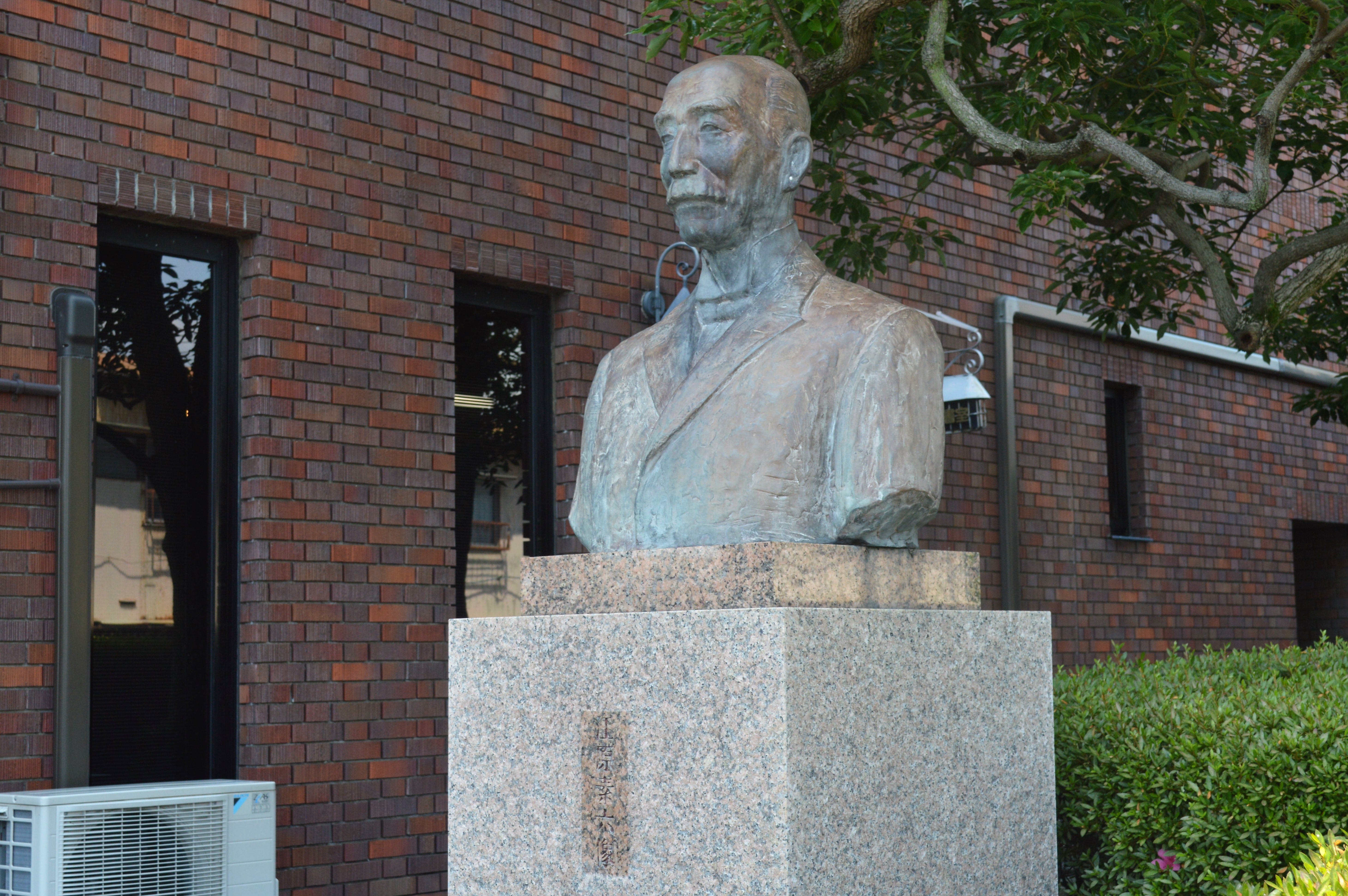
敷地内にある江原素六の銅像
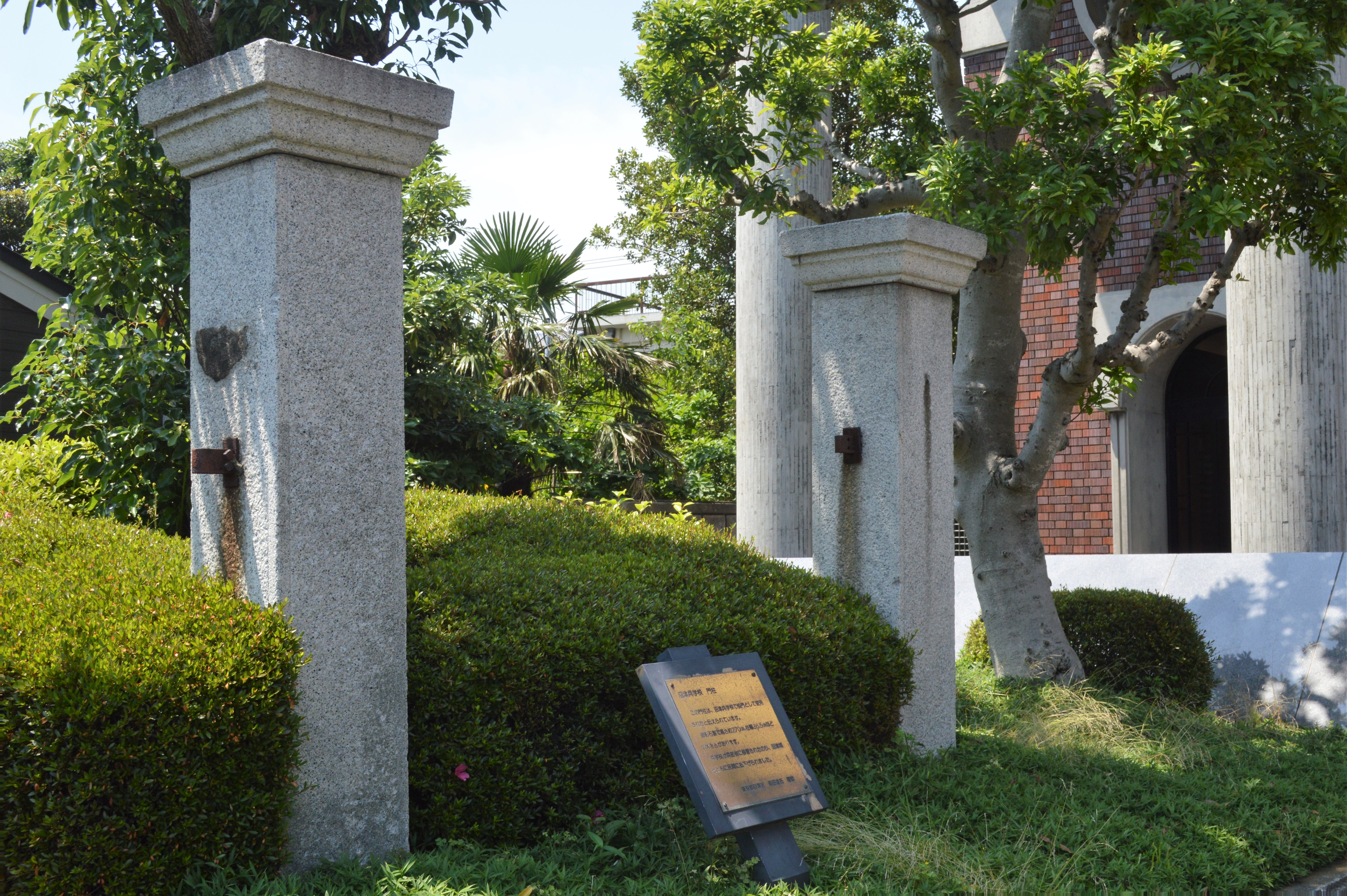
敷地内にある沼津兵学校の校門
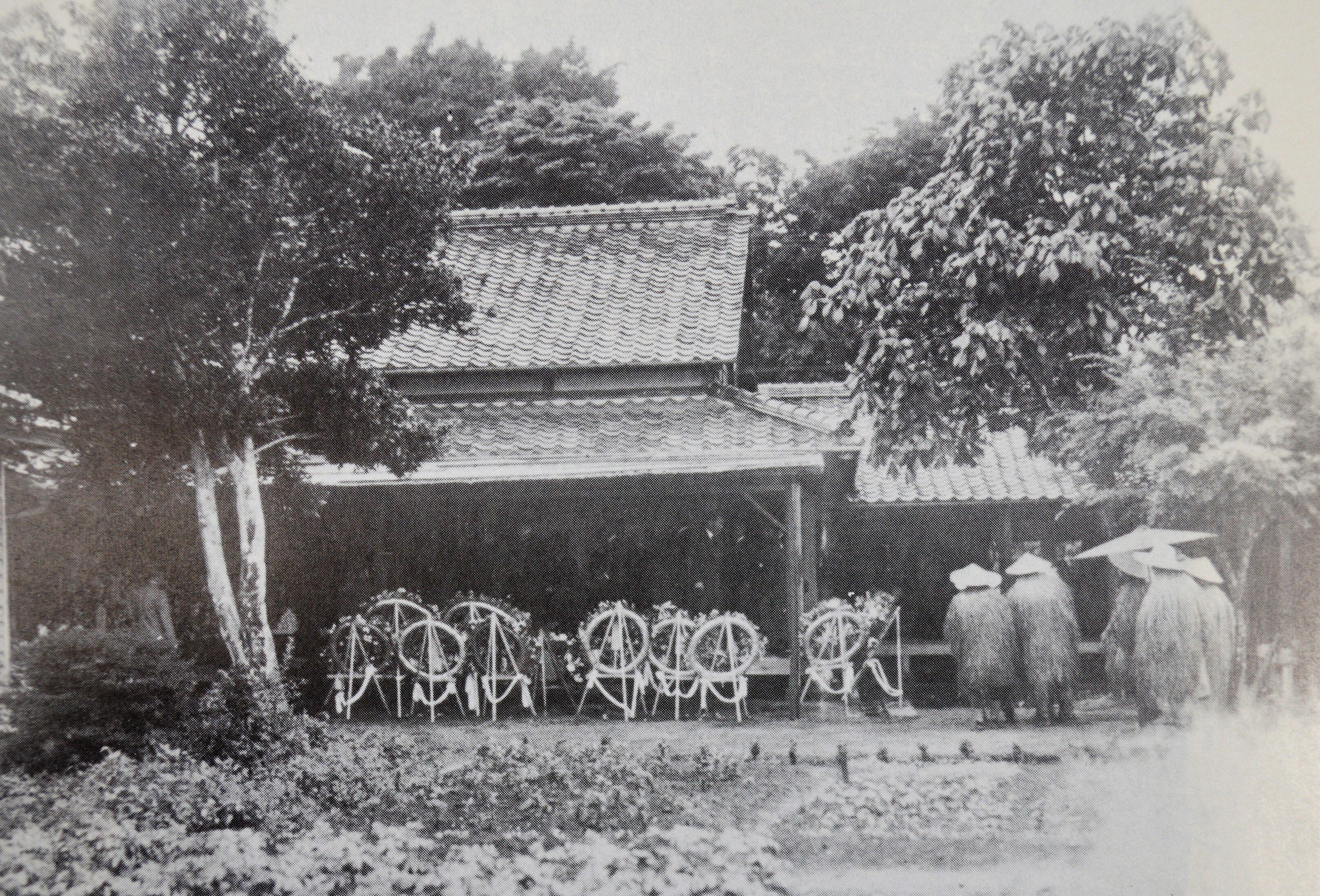
1922年の江原素六邸
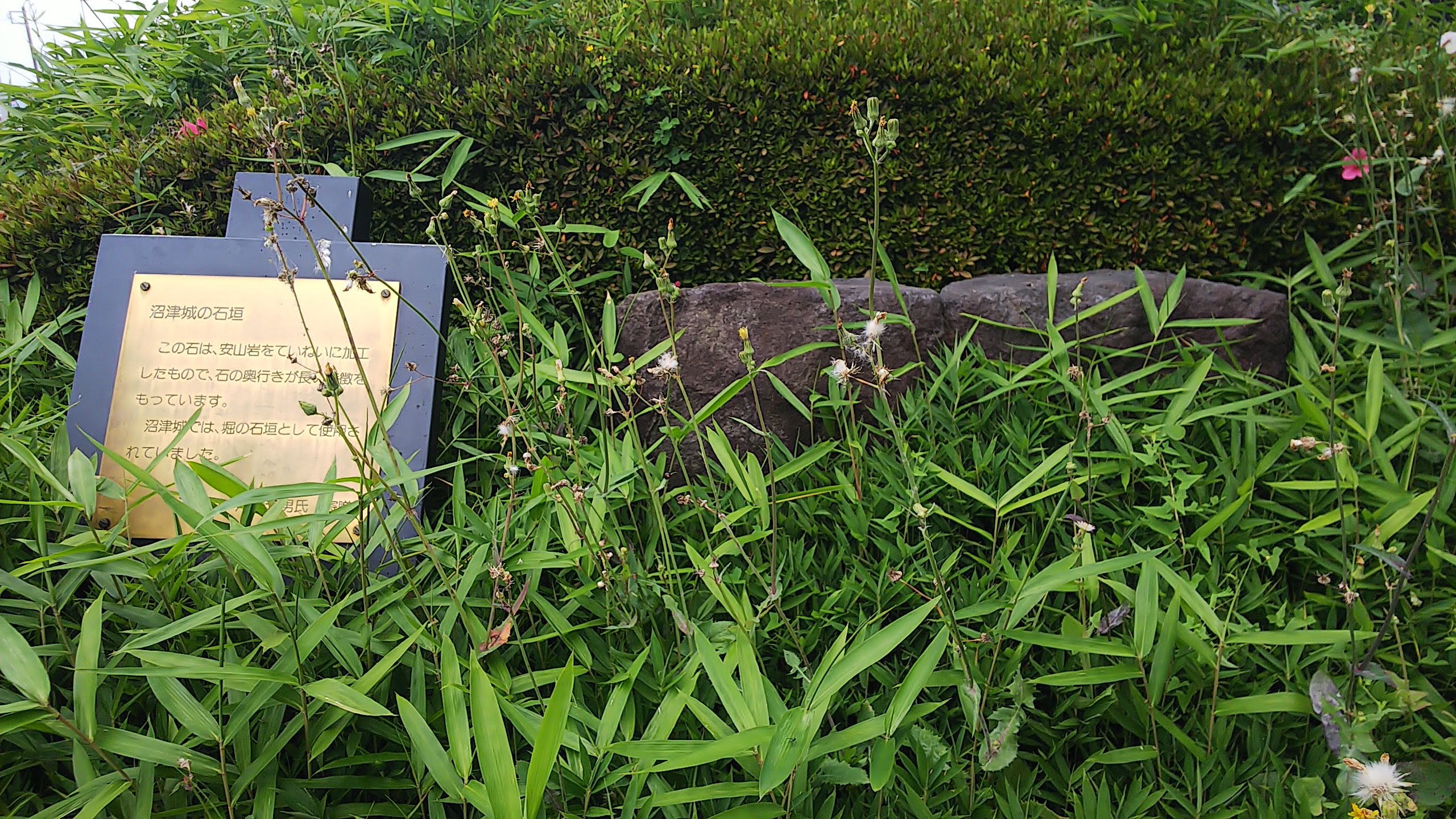
敷地内にある沼津城の石垣

## 利用案内
- 交通アクセス
  - JR東海道本線沼津駅南口下車
  - 富士急シティバス2番線乗車江原公園経由「明治史料館前」下車[10][11]

- 開館時間
  - 9時〜16時30分[10][12]

- 休館日
  - 月曜日（祝日は開館）、祝日の翌日、毎月末日、年末年始[10][12]

- 入館料
  - 大人200円
  - 小・中学生100円
  - 団体割引（20名以上）2割引
  - 沼津市内の小・中学生は無料[10][12]